# Liechtenstein en los Juegos Olímpicos de Seúl 1988
Liechtenstein estuvo representado en los Juegos Olímpicos de Seúl 1988 por un total de 12 deportistas, 9 hombres y 3 mujeres, que compitieron en 5 deportes.
La portadora de la bandera en la ceremonia de apertura fue la ciclista Yvonne Elkuch. El equipo olímpico liechtensteiniano no obtuvo ninguna medalla en estos Juegos.